# 5256 Farquhar
5256 Farquhar (1988 NN) là một tiểu hành tinh vành đai chính được phát hiện ngày 11 tháng 7 năm 1988 bởi Helin-Mikolaj.-Coker ở Palomar.